# Municipio de Lindley
El municipio de Lindley (en inglés: Lindley Township) es un municipio ubicado en el condado de Mercer en el estado estadounidense de Misuri. En el año 2010 tenía una población de 120 habitantes y una densidad poblacional de 0,8 personas por km².

## Geografía
El municipio de Lindley se encuentra ubicado en las coordenadas 40°31′31″N 93°41′55″O / 40.52528, -93.69861. Según la Oficina del Censo de los Estados Unidos, el municipio tiene una superficie total de 150.15 km², de la cual 150,15 km² corresponden a tierra firme y (0 %) 0 km² es agua.

## Demografía
Según el censo de 2010, había 120 personas residiendo en el municipio de Lindley. La densidad de población era de 0,8 hab./km². De los 120 habitantes, el municipio de Lindley estaba compuesto por el 100 % blancos. Del total de la población el 0 % eran hispanos o latinos de cualquier raza.